# 厦门高崎站
厦门高崎站位于福建省厦门市湖里区殿前六路與中埔路交匯處，是鹰厦铁路上的车站，距鹰潭站685公里，距厦门站9公里。车站由南昌局集团漳州车务段管辖，现为二等站，目前办理整车货物发到。

## 历史

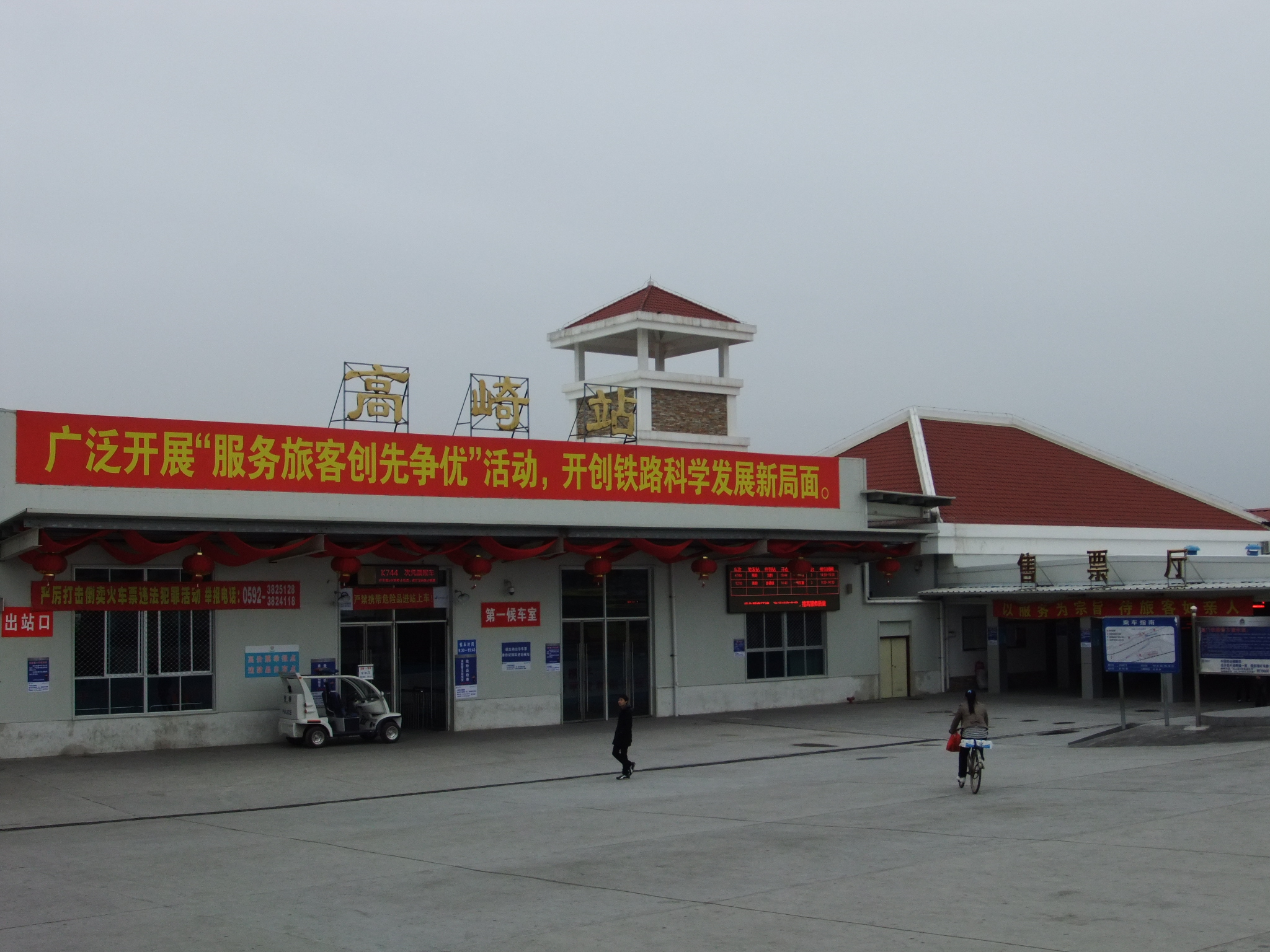
2012年的站房，当时站名还是高崎站

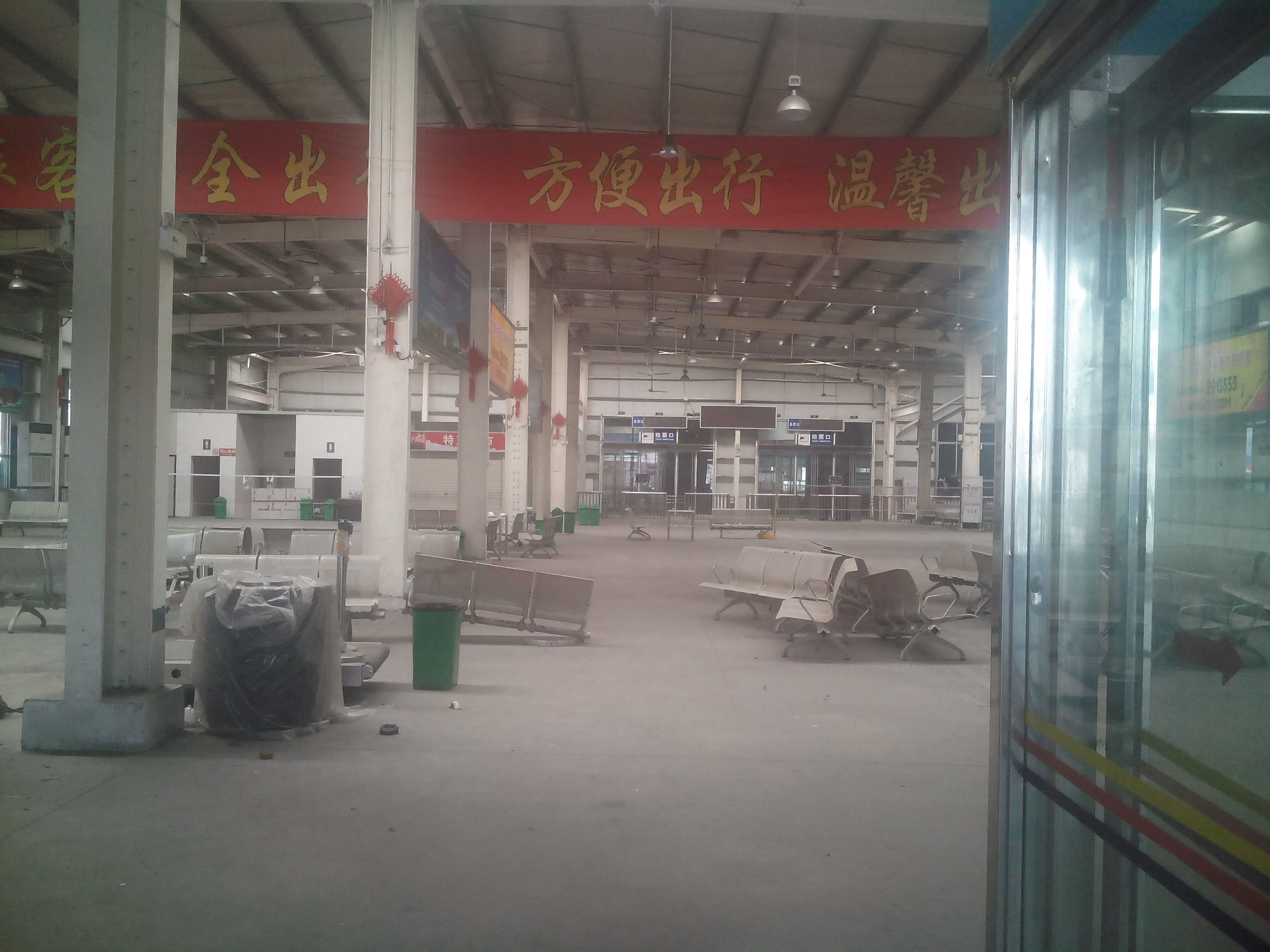
废弃的车站候车室（2015年）

车站随鹰厦铁路建于1956年，啟用於1958年8月，因位于高崎村附近而得名高崎站。高崎村地名来源于村南24级台阶的高地，原写作“高岐”。当时车站设有3条股道，办理客运业务及货运整车和零担业务，为四等站:98,249。1982年5月车站升为三等站，同时更名厦门北站:103:574。
1984年车站在既有站场西侧建成新站场（现Ⅰ场），为厦门港东渡港区的配套项目。新站场设有7条股道，仓库3600平方米和货物站台2000平方米。1985年再次对站场进行扩建，并新建往高崎机场的油库专用线；同年9月停办客运业务。1987年车站升为二等站:574。
2007年福厦铁路动工，原鹰厦铁路计划进行复线化工程。2010年3月30日，铁路杏林大桥通车，本站Ⅱ场至杏林站区间实现复线化，4月8日凌晨本站至厦门站复线开通，标志着鹰厦铁路厦门岛段实现复线化，使得福厦铁路动车组列车能够直通厦门站。2010年4月26日厦门北站启用，车站复名高崎站。
由于厦门铁路枢纽客运能力受限，为分流厦门站的部分客流，厦门高崎站于2010年新建车站站房，2011年1月18日开办客运业务，每日开行8对列车。
2012年车站更名为厦门高崎站。2014年2月，厦门站开始为期10个月的全封闭改造，原厦门站始发终到的12对普速列车全部移至厦门高崎站始发终到。为此车站扩建售票及候车设施。改造后的厦门站于2015年2月4日随春运的开启而部分启用，厦门高崎站仍接发部分春运临客列车。在2015年春运结束后，廈門高崎站于3月14日起停辦客運業務。

## 车站结构

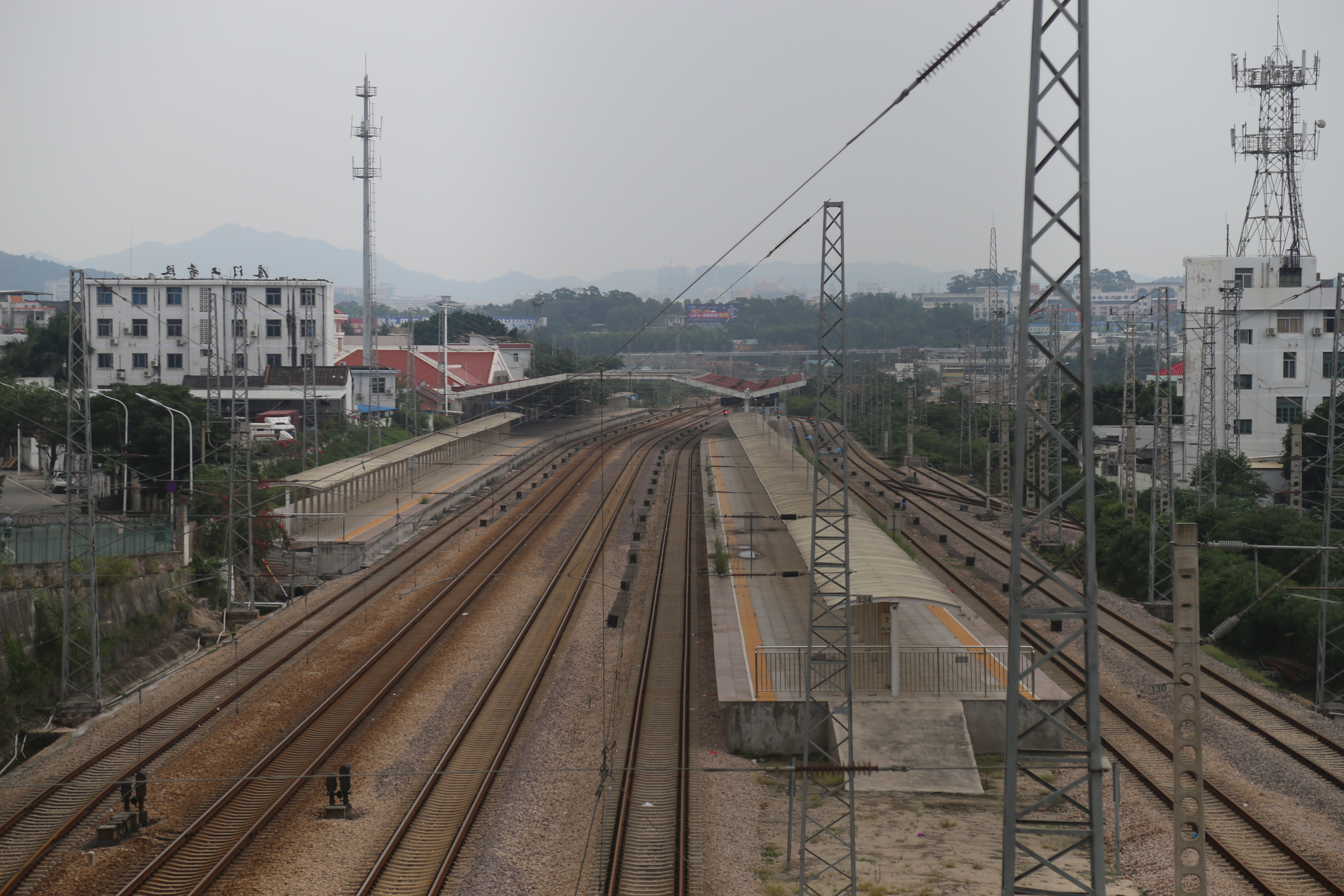
在跨线桥上远眺高崎站Ⅱ场

厦门高崎站设有Ⅰ场和Ⅱ场。其中Ⅱ场为到发场，有鹰厦铁路正线经过，设有6条股道。车站站房面积4000平方米，其中核心区域1300平方米。站房设有3个售票窗口，候车室每小时最高聚集人数为200人。2014年车站扩建250平方米的售票厅及760平方米的候车雨棚，内设5个售票窗口和600个候车座椅。Ⅱ场南咽喉设有集装箱货场，设有6条货物线，并设有通往晶华盐业物流和厦门市储备粮管理集团的专用线。另驻有厦门工务段接触网工区等单位。
Ⅰ场位于Ⅱ场西侧，为厦门岛内货物列车技术作业站，办理货物列车到发及解编作业，及东渡港货物的取送作业，设有到发线5条、调车线4条、货物线1条。Ⅰ场南咽喉东侧设有福州机务段厦门北折返点及往厦门港东渡港的专用线，西侧设有煤码头（石湖山码头）专用线。Ⅰ场北咽喉与鹰厦铁路正线相连，并和Ⅱ场设有联络线。
- 已停用，但仍具备启用条件的售票厅。2015年10月2日
- 集装箱货场
- Ⅱ场引出往Ⅰ场的联络线
- Ⅰ场石湖山码头货区